# Маар, Карл Ивар
Карл Ивар Маар (эст. Karl Ivar Maar; 26 февраля 1993, Таллин) — эстонский футболист, полузащитник.

## Биография
Воспитанник таллинской «Флоры», в детско-юношеских соревнованиях представлял клубную секцию из столичного района Кесклинн, а затем основную команду. Взрослую карьеру начал в системе «Флоры» в командах первой лиги Эстонии «Валга Уорриор» и «Флора-2». В начале 2013 года был отдан в аренду в клуб высшей лиги «Пайде», но сыграл только один матч на старте сезона — 9 марта 2013 года против «Флоры», затем снова выступал за резерв «Флоры». Победитель (2014) и вице-чемпион (2012) первой лиги в составе «Флоры-2».
В 2015 году перешёл в «Тулевик» (Вильянди), где провёл три сезона, два из них на правах аренды — в 2015 и 2017 годах играл в высшей лиге, а в 2016 году — в первой, где стал победителем. С 2018 года в течение полутора сезонов играл в высшей лиге за «Курессааре».
Всего в высшем дивизионе Эстонии сыграл 66 матчей и забил 4 гола.
Выступал за сборные Эстонии младших возрастов, но не был их регулярным игроком, всего провёл 8 матчей.